# 周傑 (正統進士)
周傑（？—1449年），福建福州府怀安县人，明朝政治人物。同進士出身。

## 生平
宣德十年（1435年），福建乙卯乡试中舉。正統元年（1436年），聯登丙辰科進士，授户部主事。1449年跟从明英宗出征瓦剌，死於土木堡之变。